# Młoszowa (gmina)
Młoszowa (niem. Amtsbezirk Mloszowa) – dawna zbiorowa gmina wiejska (Amtsbezirk), funkcjonująca w latach 1942–1945 pod okupacją niemiecką w Polsce. Siedzibą gminy był Jeleń (Jelen).
Gmina Młoszowa powstała na obszarze dotychczasowego powiatu chrzanowskiego (od 5 maja 1941 pod nazwą Landkreis Krenau), którego większą część wcielono w 1939 roku do III Rzeszy jako część rejencji katowickiej (Regierungsbezirk Kattowitz)).
Gminę Młoszowa utworzono 1 stycznia 1942 z większej części obszaru dotychczasowej, znoszonej, gminy Trzebinia (1939–41 Landgemeinde Trzebinia). Gmina składała się z 9 gromad (Gemeinden): Dulowa (Raudebach), Karniowice (Karnfeld), Ligota (Freienrode), Mloszowa (Molschau), Myslachowice (Bärenberg), Ostreznica (Brombeerheide), Pila-Koscielicka (Hechelmühle), Plocki (Plötzen) i Psary (Rüdenberg).
Jednostka przetrwała do 1945 roku. Po wojnie zniesiona.